# Gliese 76
Gliese 76 is een hoofdreeksster van het type G9V, gelegen in het sterrenbeeld Fornax op 144 lichtjaar van de Zon. De ster heeft een baansnelheid rond het galactisch centrum van 60,9 km/s.